# Мамінов Володимир Олександрович
Володимир Мамінов (узб. Vladimir Maminov, рос. Владимир Александрович Маминов, нар. 4 вересня 1974, Москва) — узбецький футболіст, що грав на позиції півзахисника. По завершенні ігрової кар'єри — тренер. З 2017 року очолює тренерський штаб команди «Тюмень».
Протягом усієї кар'єри виступав за «Локомотив» (Москва), а також національну збірну Узбекистану. П'ятиразовий володар Кубка Росії, дворазовий чемпіон Росії, дворазовий володар Суперкубка Росії.

## Клубна кар'єра
Вихованець футбольної школи московського «Локомотива». В 1992 році дебютував у резервній команді, а через рік, у сезоні 1993 року, зіграв свою першу зустріч у Вищій лізі Росії. З сезону 1996 року він став основним гравцем «Локомотива» і досяг з ним першого успіху — переміг у Кубку Росії. У 1997 році знову долучився до перемоги у національному кубку, а в 1998 році з командою вийшов у півфінал Кубку володарів кубків, з якого «Локомотив» вилетів від «Штутгарта» (1:2, 0:1). У 1999 році знову зіграв у 1/2 фіналу цього турніру, у його останньому розіграші. Команда з Москви цього разу вилетіла від «Лаціо». У 2000 році Мамінов здобув третій в кар'єрі Кубок Росії, а в 2001 році виграв його учетверте. У 2002 році виграв свій перший чемпіонат Росії у спортивній кар'єрі, а в 2004 році він повторив це досягнення.

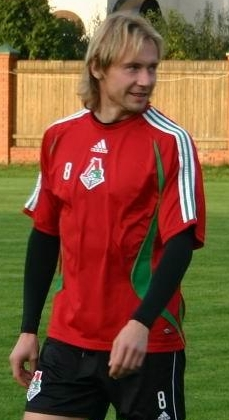
Володимир Мамінов в «Локомотиві». 2007 рік.

З сезону 2006 року втратив місце в основі «Локомотив», а у 2007 році виграв свій п'ятий кубковий трофей. Загалом провів у команді 16 сезонів, завершивши кар'єру гравця на круглій цифрі 400 офіційних матчів, в яких забив 41 гол. Згідно зі списком, опублікованим IMScouting, Мамінов потрапив у двадцятку футболістів Європи, які найдовше грали в одній команді. У «Локомотиві» грав під 8-м номером. 8-й номер був переданий іншому вихованцю дубля «Локомотива» Денису Глушакову. У грудні 2008 року оголосив про закінчення кар'єри і перехід на тренерську роботу.

## Виступи за збірну
2001 року після запрошення Володимира Салькова прийняв узбецьке громадянство і дебютував в офіційних матчах у складі національної збірної Узбекистану. Грав за збірну у відбірковому турнірі до чемпіонатів світу 2002 та 2006 років.
Протягом кар'єри у національній команді, яка тривала 5 років, провів у формі головної команди країни 12 матчів, забивши 3 голи.

## Кар'єра тренера
З 28 квітня 2009 року по 1 червня 2009 року очолював «Локомотив» як виконувач обов'язків головного тренера. За 5 матчів під його керівництвом у 2009 році «Локомотив» набрав 10 очок. З 1 червня 2009 року працював у тренерському штабі «Локомотива» на посаді головного помічника Юрія Сьоміна, а потім Юрія Красножана. В одному з матчів сезону 2010 заміняв дискваліфікованого Сьоміна. З 7 червня 2011 року знову зайняв посаду виконувача обов'язків головного тренера. Пробув на цій посаді до приходу Жозе Коусейру.
У січні 2014 року увійшов до тренерського штабу «Рубіна», де числився головним тренером до отримання Рінатом Білялетдіновим тренерської ліцензії «Pro». В кінці травня 2014 року залишив казанський клуб через розбіжності в поглядах з Білялетдіновим на тренувальний процес.
19 червня 2014 року очолив клуб «Хімки» із завданням виходу до ФНЛ. Під керівництвом Мамінова червоно-чорні зайняли 4-те місце у другому дивізіоні, і тренер залишив команду в червні 2015 року.
В липні 2016 року прийняв московський «Соляріс». 2 травня 2017 року покинув клуб, який по завершенні сезону було розформовано.
29 серпня 2017 року призначений головним тренером клубу ФНЛ «Тюмень». Контракт розрахований до кінця сезону.

## Титули і досягнення
- Чемпіон Росії (2):

«Локомотив» (Москва): 2002, 2004
- Володар Кубка Росії (5):

«Локомотив» (Москва): 1995–96, 1996–97, 1999–00, 2000–01, 2006–07
- Володар Суперкубка Росії (2):

«Локомотив» (Москва): 2003, 2005
- У списках 33 найкращих футболістів чемпіонату Росії (3): № 1 — 2004; № 2 — 2002, 2003

## Особисте життя
Одружений, діти — син Владислав і дочка Марія.